# Манастир Кастаљан
Манастир Кастаљан (Кастељан) налази се на североисточној падини Космаја у селу Неменикуће, посвећен је Светом Ђорђу. Представља непокретно културно добро као споменик културе.

## Историја
Подигнут је вероватно у 14. веку на темељима римског каструма из 2. или 3. века у време краља Драгутина што сведочи црква која припада рашкој архитектонској школи. Обновио ју је деспот Стефан Лазаревић у 15. веку додајући јој куполу. Црква је димензија 12,5 пута 6 метара и најстарији је део манастирског комплекса који још чине трпезарија и конак. Трпезарија је из 15. века димензија 18 пута 5,5 метара са приземљем и спратом. у трпезарији је нађена надгробна плоча из 1332. године која сведочи о старости овог здања, али је она однета. Конак је нешто млађи од трпезарије са приземљем-одељењем за смештај путника и спратом.
Цео манастир је порушен крајем 17. века. Крајем шездесетих и почетком седамдесетих година 20. века манастир је буквално откопан. Том приликом пронађена је часна трпеза са урезаним ликом јелена и фрагменти фресака, што говори да је манастир некад био живописан. У току Првог светског рата у околини манастира Кастаљан отпочео је одлучујући контранапад Тимочке дивизије у Колубарској бици.
Данас манастир Кастаљан је у рушевинама чекајући обнову.